# 中東和平会議
中東和平会議（ちゅうとうわへいかいぎ、英: Madrid Conference of 1991）とは、1991年10月30日から11月1日にかけてスペインの首都マドリードで開催された国際会議で、パレスチナ問題について討議した。
アメリカ合衆国が会議の主導権を握り、ソ連とイスラエルも参加、アラブ諸国からはエジプト、ヨルダン、レバノン、シリア、そしてパレスチナの代表団が会議に参加した。ベーカー米国務長官は、慎重に根回しを行い、これらの当事者を会議に参加させた。この会議の後、1991年12月16日の国連総会で決議A/RES/46/86が採択され、1975年11月10日の国連総会決議A/RES/3379が取り消され、シオニズムは人種主義や人種差別ではないと認定された。この国連総会決議A/RES/3379の取り消しは、イスラエルがマドリード会議に参加する条件だった。
この約2年後の1993年9月にはワシントンで、パレスチナ暫定自治協定が締結された。